# Pino Pedano
Giuseppe Pedano, detto Pino (Pettineo, 12 gennaio 1944), è uno scultore ed ebanista italiano.

## Biografia

### Formazione e famiglia
Dal 1951, i genitori, contadini, lo instradarono verso il lavoro artigianale di falegname che intraprese come apprendista. Nel 1961 si trasferì a Milano, dove di giorno lavorava e la sera studiava per ottenere la licenza media, in modo da arrivare in seguito alla maturità artistica.
Negli anni ottanta si è sposato con Annette Felke, da cui ha avuto tre figli, Isa, Francesco e Stefano.

### Imprenditore
Nel 1966 iniziò ad occuparsi di politica sociale e, nello stesso tempo, aprì la sua prima bottega artigiana, collaborando con artisti, designer e architetti.
Nel 1971 nella sede di un vecchio garage iniziò a disegnare e a produrre mobili (Pedano Arredamenti), puntando sul legno come alternativa alla plastica. Le prime realizzazioni erano in legno massiccio di pioppo e in multistrati di pioppo, vendute grezze o verniciate. Nel 1972 venne invitato a partecipare alla IV edizione dell'Eurodomus a Torino, dove presentò un progetto di cellula abitativa. Nel 1974 brevettò un sistema per la lavorazione del legno multistrato denominato "millefogli", che venne poi presentato per la prima volta al salone del mobile di Milano.
Negli anni novanta, sulla base dell'interesse verso i materiali naturali si è occupato di bioarchitettura e ha iniziato a distribuire con la propria azienda materassi in lattice prodotti da una ditta austriaca (Naturland).

### Attività artistica
Nel 1976 sue sculture furono esposte per la prima volta alla "Galleria del Naviglio" di Milano e nel 1977 espose ancora nella Galleria di Jeanne e Paul Facchetti a Parigi. Numerose altre mostre delle sue opere si sono svolte in particolare a partire dal 1984; nel marzo del 1990 ha esposto le sue opere presso il Victoria and Albert Museum di Londra e in tale occasione è stato presentato anche un libro monografico sulla sua opera di artista. Nell'aprile del 1992 una mostra gli è stata dedicata presso la Rotonda della Besana a Milano.
Nel 1997 ha progettato e realizzato il "fotomonumento" dedicato a Padre Pio, per una grazia ricevuta cinque anni prima. L'opera è alta 3,5 m e lunga 8 m, e si compone di sette fotografie a sviluppo graduale.
Nel 2006, dopo 14 anni di assenza, torna a esporre con una mostra personale all'Oratorio della Passione, presso la Basilica di Sant'Ambrogio. La mostra, dal titolo "La Vita Nuova" è dedicata alla vita nascente e alla figura della madre, oltre che alla vita nuova dell'artista stesso dopo la grazia ricevuta nel 1992.
In quell'occasione incontra Pierluigi Lia, professore di teologia alla Università Cattolica del Sacro Cuore di Milano e sacerdote residente in Santa Maria Annunciata in Chiesa Rossa, con cui nasce il progetto delle grandi opere realizzate per la mostra del 2008.

## Mostre
Si elencano di seguito le mostre personali, a cui si aggiungono numerose altre mostre collettive.
- 1976: Milano, Galleria del Naviglio; Tirer (Milano), Galleria Bon;
- 1977: Parigi, Galleria Paul Facchetti;
- 1978: Parma, Galleria A; Torre Canavese, Galleria Kira Datrino; Zurigo, Galleria Paul Facchetti;
- 1979: New York, Galleria Abitare
- 1984: Milano, Galleria del Naviglio;
- 1986: Milano, sede di La Rinascente e fiera "La Mia Casa";
- 1989: Milano, Galleria del Naviglio e sede del Credito Italiano;
- 1990: Londra, Victoria and Albert Museum;
- 1992: Milano, Rotonda della Besana;
- 2006: Milano, "La Vita Nuova" Oratorio della Passione presso la Basilica di Sant'Ambrogio.
- 2008: Milano, "Luce" Santa Maria Annunciata in Chiesa Rossa link[collegamento interrotto]
- 2010: Milano, "Orizzonte" Galleria d'Arte Sacra dei Contemporanei, Villa Clerici.